# Greaca (gmina)
Greaca – gmina w Rumunii, w okręgu Giurgiu. Obejmuje miejscowości Greaca, Puțu Greci i Zboiu. W 2011 roku liczyła 2543 mieszkańców. 